# Eddie Murray
Eddie Clarence Murray (né le 24 février 1956 à Los Angeles, Californie) est un ancien joueur américain de baseball qui a joué 21 saisons en Ligue majeure de baseball. Il a joué pour cinq équipes différentes, mais a passé 12 saisons avec les Orioles de Baltimore. Pendant sa carrière, il a frappé 504 coups de circuit et 3255 coups sûrs, devenant le troisième joueur ayant frappé plus de 500 coups de circuits et plus de 3000 coups sûrs en carrière.

## Carrière
Murray a commencé sa carrière avec les Orioles en 1977. Il a frappé 0,283 avec 27 circuits et 88 points produits, et à la fin de la saison fut élu la recrue de l'année. Avec les Orioles, il a gagné le World Series en 1983 où il a frappé 0,250 avec deux circuits et 3 points produits en 5 parties. Avec les Orioles il a accumulé au moins 100 points produits 5 fois en 11 saisons, et plus 90 points produits en 1978 et 1979. Il a joué pour quatre autres équipes mais est revenu aux Orioles en 1996 pour 64 parties avec 34 points produits. Surtout en 21 saisons, il a produit 1917 points, et est actuellement classé 9e pour les points produits, 12e pour les coups sûrs et 20e pour les circuits. Le 6 septembre 1996 il a frappé son 500e coup de circuit. Il n'a joué que 9 parties en 1997 avec les Dodgers et a fini sa carrière avec 504 circuits, 23e dans l'histoire des ligues majeurs et surtout deuxième parmi les frappeurs ambidextres, derrière Mickey Mantle. Avec 1917 points produits, il est le meneur dans l'histoire du baseball pour un frappeur ambidextre. Le numéro 33 de son maillot fut retiré par les Orioles et il fut élu au Temple de la renommée du baseball en 2003 lors de sa première saison d'éligibilité.
Murray détient deux records des Ligues majeures de baseball : au bâton, le plus grand nombre de ballons sacrifices (128) et défensivement, le plus grand nombre de retraits (21265).

## Palmarès
- 3255 coups sûrs (12e)
- 504 coups de circuit (23e)
- 1917 points produits (9e)
- 1626 points marqués (35e)

## Honneurs
- Recrue de l'année en 1977
- Élu 8 fois à l'équipe d'étoiles
- Gagnant du gant doré pour les joueurs de premier but : 1982, 1983, 1984
- Seconde place lors du vote pour le meilleur joueur des Ligues majeures en 1982 et 1983
- Élu au temple de la renommée du baseball en 2003

## Statistiques
| Statistiques de frappeur |            |            |      |       |      |      |     |    |     |      |     |    |      |      |       |       |       |
|                          |            |            | G    | AB    | R    | H    | 2B  | 3B | HR  | RBI  | SB  | CS | BB   | SO   | BA    | OBP   | SLG   |
| Totaux                   | 21 saisons | 21 saisons | 3026 | 11336 | 1627 | 3255 | 560 | 35 | 504 | 1917 | 110 | 43 | 1333 | 1516 | 0,287 | 0,359 | 0,476 |